# Sídlisko Ťahanovce

Plaatsbepaling van het stadsdeel Sídlisko Ťahanovce binnen de stad Košice.

Sídlisko Ťahanovce (Hongaars: Tihany-lakótelep) is het jongste stadsdeel van Košice. Het bestaat uit drie woonwijken met hoogbouw, telt ongeveer 23.000 inwoners en maakt deel uit van het district Košice I.

## Topografie

### Ligging
Sídlisko Ťahanovce ligt in het noordoostelijke deel van Košice, op een hoogte van ongeveer 270 meter boven de zeespiegel. De westelijke grens wordt gevormd door het oudere en ietwat lager gelegen stadsdeel Ťahanovce.
In het noorden en noordoosten is Sídlisko Ťahanovce omgeven door bos. 
In het oosten grenst het aan Dargovských hrdinov en in het zuiden aan Džungľa.
De plaats heeft een oppervlakte van 8,258 km².

### Straten
Verscheidene straatnamen zijn gebaseerd op de namen van werelddelen, landen en hoofdsteden. De vier belangrijkste straten zijn genoemd naar continenten: Európska trieda (Europa), Ázijská trieda (Azië), Austrálska trieda (Australië) en Americká trieda (Amerika).
In de wijk die eerst gebouwd werd noemde men de straten uitsluitend naar socialistische landen en hun hoofdsteden: Belehradská (Belgrado), Berlínska (Berlijn), Budapeštianska (Boedapest), Bukureštská (Boekarest), Čínská (China), Hanojská (Hanoi), Havanská (Havana), Juhoslovanská (Joegoslavië), Maďarská (Hongarije), Pekinská (Peking), Sofijská (Sofia) en Varšavská (Warschau).
In de wijk die ontwikkeld werd tijdens de tweede bouwfase wenste men aanvankelijk namen van voormalige Sovjet-republieken aan te wenden. Doordat de bouw evenwel gedeeltelijk geschiedde tijdens de Fluwelen Revolutie werden de oorspronkelijk plannen aangepast en gebruikte men westerse stadsnamen:  Aténska (Athene), Bruselská (Brussel), Helsinská (Helsinki) en Viedenská (Wenen).

### Waterlopen
De Moňok-beek met een deels ondergronds parcours, stroomt in bebost gebied door het noordelijk deel van de gemeente. Vervolgens verlaat ze het grondgebied van het stadsdeel en vloeit verder langsheen de oostelijke grens.

## Geschiedenis
Sídlisko Ťahanovce is het jongste stadsdeel van Košice.

De bouw ervan begon op 18 mei 1984. In de eerste twee jaar voerde men werken uit voor infrastructuur en landschapsarchitectuur.
Drie jaar later, in 1987, werden de eerste twee hoogbouwcomplexen opgetrokken in de Americká trieda (Amerikalaan). De werken duurden tot 1989 en toen werd de eerste wijk voor bewoning ter beschikking gesteld. In 1991 begon de bouw in de tweede wijk. Daar duurden de werken tot 1993, maar de basisschool in de Bruselská-straat werd pas in 1995 in gebruik genomen.
In de jaren 1996 - 1997 werd nog een flatgebouw opgetrokken in de Helsinská-straat.

## Bevolking
In de hoogbouw-appartementen van Sídlisko Ťahanovce leeft ongeveer een tiende van de totale bevolking van Košice.

Het stadsdeel heeft een bevolkingsdichtheid van 2.700 inwoners per km².

## Bezienswaardigheden

### Monumenten

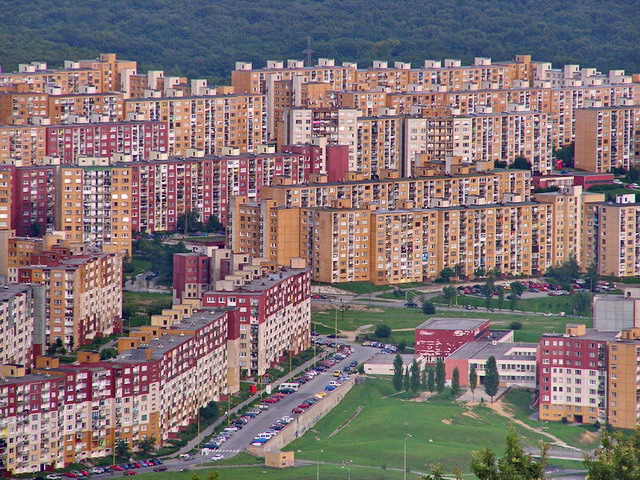
Hoogbouw in Sídlisko Ťahanovce.

Op het terrein van de Maatschappij voor Rijkswegen (nabij de voornaamste uitgang van het stadsdeel) bevindt zich een torenvormige stenen zuil (columna vero murata). Deze werd gebouwd omtrent het midden van de 17e eeuw en werd in de jaren 2002 tot 2007 uitgebreid gerestaureerd door de historicus Gabriel Kládek.
Een symbolische voorstelling van deze toren ziet men op het stadsblazoen.
Uit geschriften blijkt dat Poolse vrijwilligers van het Galicische Legioen (onder bevel van luitenant-kolonel Tchorznicki) op deze plaats, nabij het monument, begraven zijn. Deze soldaten stierven in de strijd op 11 december 1848, terwijl ze de terugtocht van de Hongaarse troepen dekten. Deze gevechten maakten deel uit van de Eerste Slag bij Košice (Slag bij Budimír).
Nabij dit monument bevindt zich een gedenkplaat met de volgende inscriptie:

« In deze renaissancekolom uit de 17e eeuw liggen de Poolse legionairs die gesneuveld zijn tijdens de gevechten ter verdediging van Košice op 11 december 1848. »

### Parken
Park met fontein nabij de kerk van Sint-Domenico Savio.

## Openbaar vervoer

### Trein
Het station van Košice ligt op ongeveer 6 kilometer afstand. Daar zijn regelmatig verbindingen naar een grote verscheidenheid van bestemmingen, zowel naar binnen- als buitenland.

### Autobus
De volgende buslijnen bedienen het stadsdeel: 10, 18, 25, 27, 36, 51, 54, 56, N1, RA5 a RA8.

## Illustraties

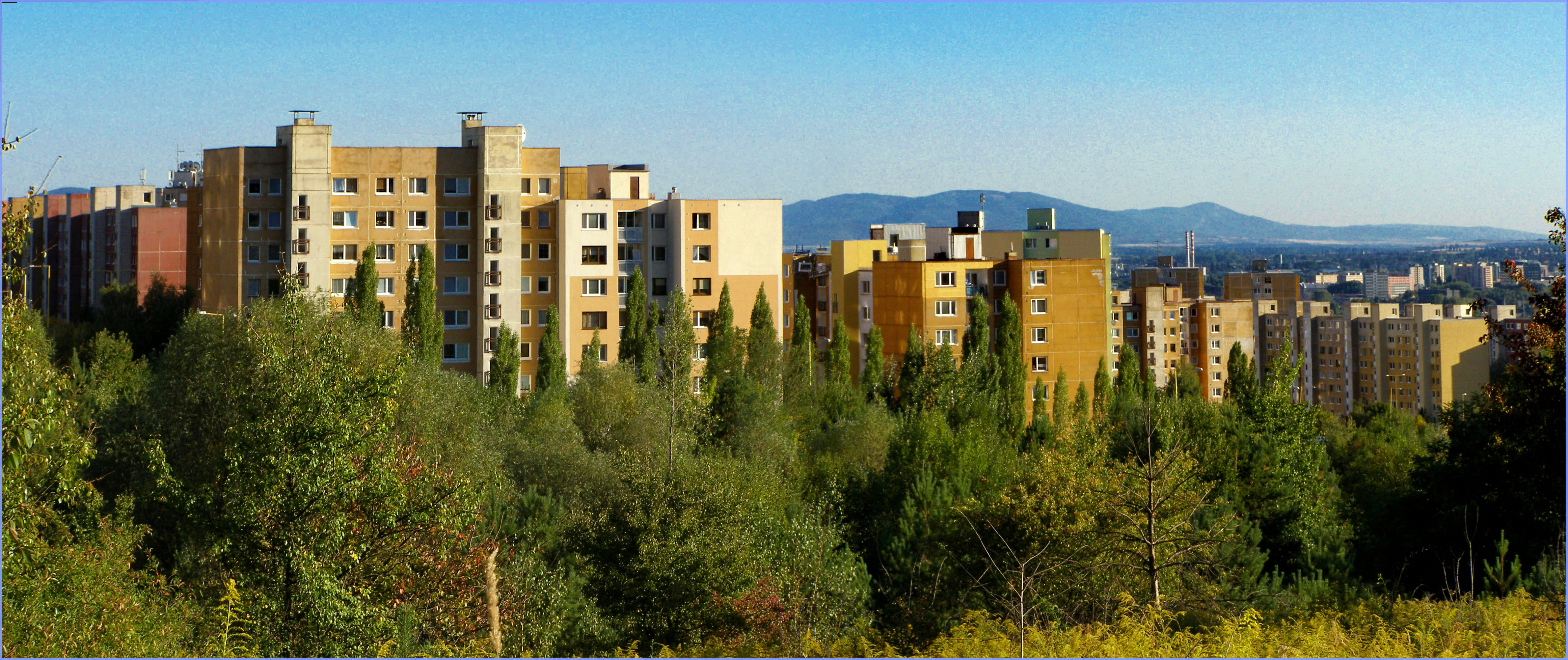
Hoogbouw in de Europalaan.
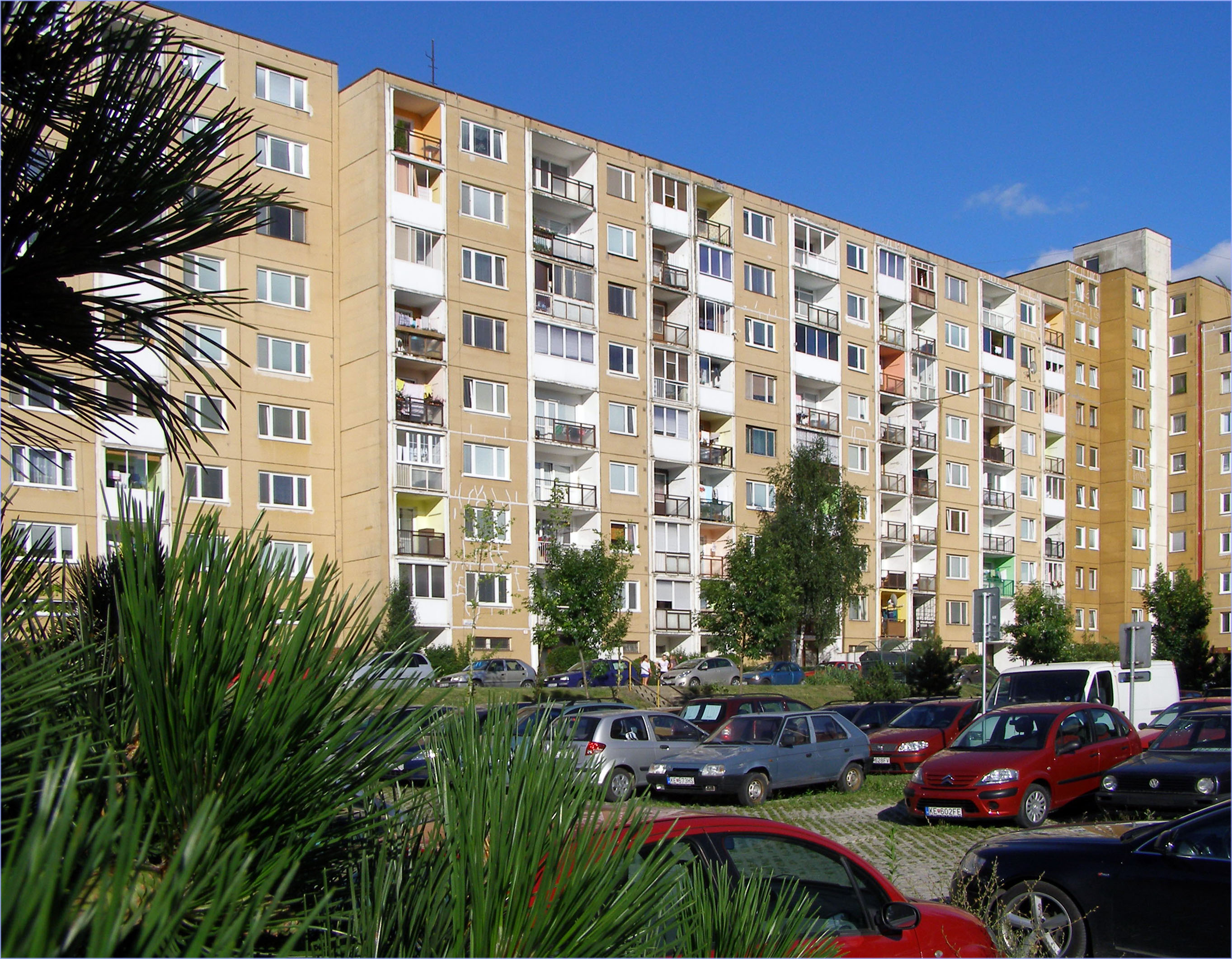
Hoogbouw in de Berlínska ulica.
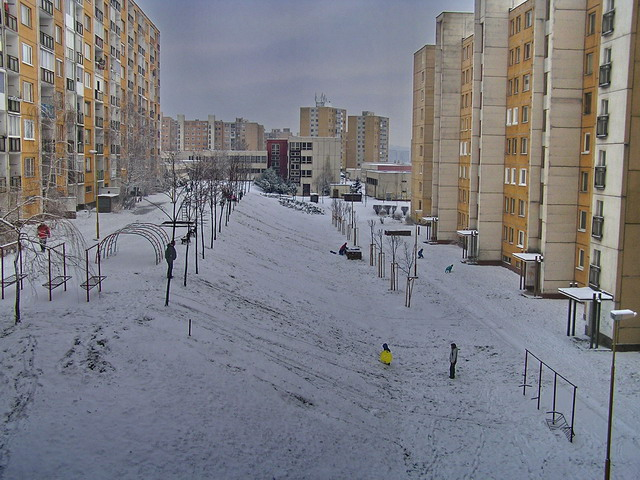
Sídlisko Ťahanovce tijdens de winter (2007).
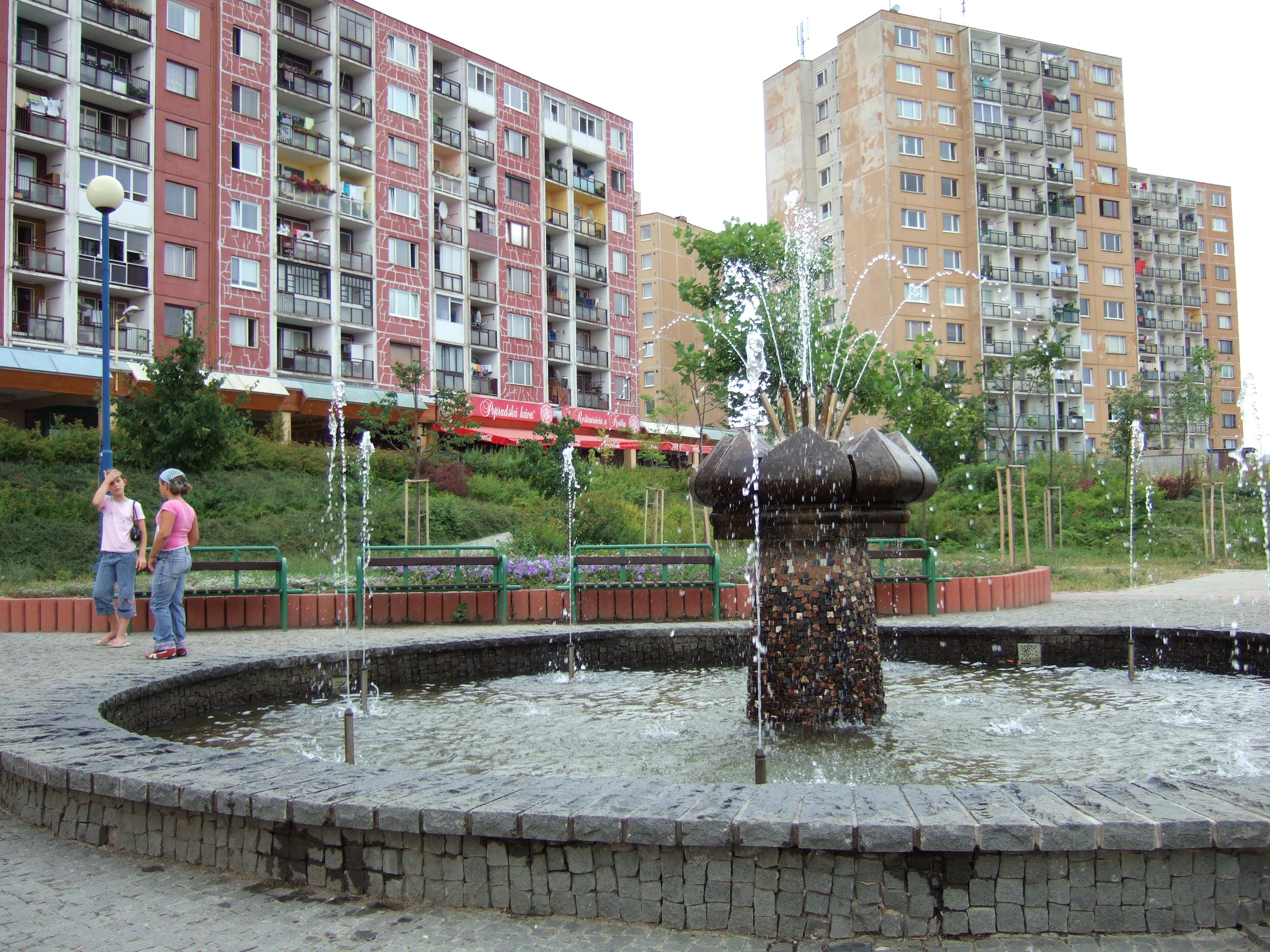
Waterpret.